# پودر ماهی

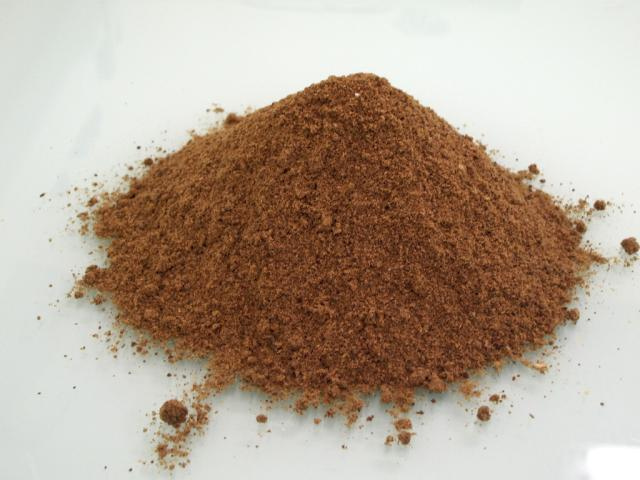
ماهی پودر شده

کنجاله ماهی یا پودر ماهی یک محصول تجاری است که بیشتر از ماهی تهیه می‌شود و برای مصرف انسانی استفاده نمی‌شود. از پودر ماهی برای خوراک دام در محیط کشاورزی به‌کار گرفته می‌شود. از آنجا که تولید آن از نظر کالری متراکم و از نظر اقتصادی ارزان است، پودر ماهی نقش مهمی در رشد پرورشگاه‌های کارخانه‌ای و همچنین نقش مهمی در شمار دام‌های پرورشی دارد تا امکان تکثیر و تغذیه آن‌ها وجود داشته باشد.
پودر ماهی از استخوان‌ها و احشا باقیمانده ماهی‌های صیدشده توسط صنعت شیلات تجاری تهیه می‌شود. بیشتر ماهی‌هایی که از آن‌ها پودر ماهی تولید می‌شود برای مصرف انسان استفاده نمی‌شود. بلکه پودر ماهی به‌طور کلی از صیدهای ناخواسته و متفرقه تولید می‌شود.

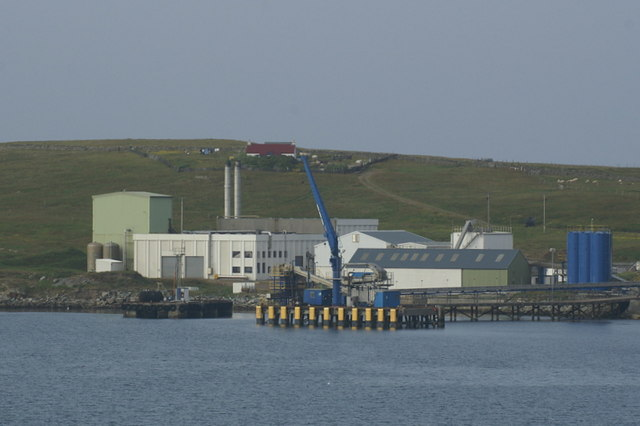
کارخانه پودر ماهی، جزایر شتلند